# Dipturus leptocauda
Dipturus leptocauda  (лат.) — вид хрящевых рыб семейства ромбовых скатов отряда скатообразных. Обитают в юго-западной части Атлантического океана между  20° ю. ш. и 40° ю. ш и между 60° з. д. и 40° з. д. Встречаются на глубине до 521 м. Их крупные, уплощённые грудные плавники образуют диск в виде ромба со удлинённым и заострённым рылом. Максимальная зарегистрированная длина 67 см. Откладывают яйца. Не являются объектом целевого промысла.

## Таксономия
Впервые вид был научно описан в 1975 году как Raja leptocauda. Видовой эпитет происходит от слов греч. ληπτός — «тонкий» и лат. cauda — «хвост».  

## Ареал
Эти батидемерсальные скаты обитают у побережья Бразилии от Сан-Паулу до Риу-Гранди-ду-Сул . Встречаются на глабуни от 400 до 521 м.

## Описание
Широкие и плоские грудные плавники этих скатов образуют ромбический диск с округлым рылом и закруглёнными краями. На вентральной стороне диска расположены 5 жаберных щелей, ноздри и рот. На длинном хвосте имеются латеральные складки. У этих скатов 2 редуцированных спинных плавника и редуцированный хвостовой плавник. Максимальная зарегистрированная длина 67 см.

## Биология
Подобно прочим ромбовым эти скаты откладывают яйца, заключённые в жёсткую роговую капсулу с выступами на концах. Эмбрионы питаются исключительно желтком.

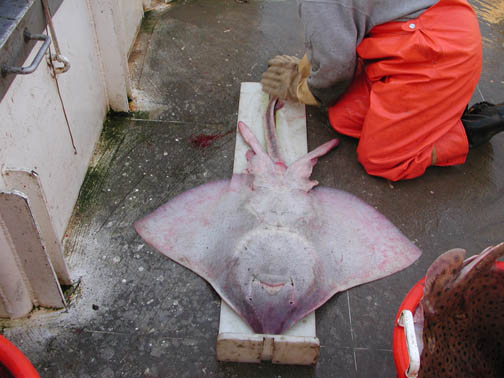
Эти скаты попадаются в качестве прилова

## Взаимодействие с человеком
Эти скаты не являются объектом целевого промысла. Данных для оценки Международным союзом охраны природы охранного статуса вида недостаточно.